# Omidije
Omidije (perski: اميديه) – miasto w Iranie, w ostanie Chuzestan. W 2006 roku miasto liczyło 57 970 mieszkańców w 12 123 rodzinach.